# Schwoben
Schwoben település Franciaországban, Haut-Rhin megyében. Lakosainak száma 228 fő (2022. január 1.). Schwoben Wittersdorf, Hirsingue, Bettendorf, Hausgauen és Tagsdorf községekkel határos.

## Népesség
A település népessége az elmúlt években az alábbi módon változott:
| Lakosok száma | 239  | 226  | 228  | 229  | 229  | 226  | 225  | 228  |
|               | 2013 | 2015 | 2017 | 2018 | 2019 | 2020 | 2021 | 2022 |